# 仁木岳彦
仁木 岳彦（にき たけひこ、ラテン文字: Niki Takehiko、1971年 - ）は、イタリア、ミラノ在住の日本の写真家。北海道帯広市生まれ。

## 略歴
函館ラ・サール高等学校、上智大学文学部新聞学科卒業。 ニューヨーク州立ファッション工科大学 (FIT) などで写真を学び、キャリアをスタート。ニューヨークに6年間滞在後、イタリアにただならぬ縁を感じ、2000年よりミラノに在住。ジォルジオ・アルマーニ、ケイト・モス、パンツェッタ・ジローラモなどをはじめとするセレブのポートレートや、ファッション、旅、カルチャーなど、幅広いジャンルで世界各国の雑誌・新聞に寄稿中。作品は被写体を光で包み込むような空気感で知られ、イタリアのメジャー誌美術欄では「瞑想に誘いざなう写真」と評された。

## 著作

### 写真集
『天使の写真 = Portraits of Angels』（2016年　主婦と生活社）ISBN 978-4391149814

### 共著（写真）
『毎日をいい気分で生きる小さなノート―オーラ美人になる50のレシピ』（2005年　三笠書房）ISBN 978-4837956532

## テレビ出演
- 『大人のヨーロッパ街歩き』（BS日テレ)　第６８話　イタリア・ミラノ～伝統と最先端が調和した街[6]